# Hans Richter (Dadaist)
Hans (Johannes Siegfried) Richter (* 6. April 1888 in Berlin; † 1. Februar 1976 in Minusio, Schweiz) war ein deutscher Maler, Graphiker, Kunstschriftsteller und Filmkünstler. 1951 erhielt er die amerikanische Staatsbürgerschaft.
Er orientierte sich zunächst am Kubismus und Expressionismus. 1916 schloss sich Richter in Zürich den Dadaisten an. 1921 kam er zum experimentellen Film, wobei Richter dessen abstrakte Spielart (Film als musikalische Analogie) wesentlich weiterentwickelte. Neben Oskar Fischinger, Walter Ruttmann und dem Schweden Viking Eggeling zählt Richter zu den bedeutendsten Vertretern des frühen abstrakten Films in Deutschland.
Hans Richter, der aufgrund der nationalsozialistischen Verfolgungspolitik zur Emigration gezwungen war, gelangte im Jahr 1941 über Frankreich und Portugal in die Vereinigten Staaten von Amerika. Richter war ein „Netzwerker“, der stets Kontakt zu seinen alten Künstlerkollegen und Freunden hielt und diese Freundschaften nach seiner Rückkehr nach Europa 1958 intensivierte.

## Leben

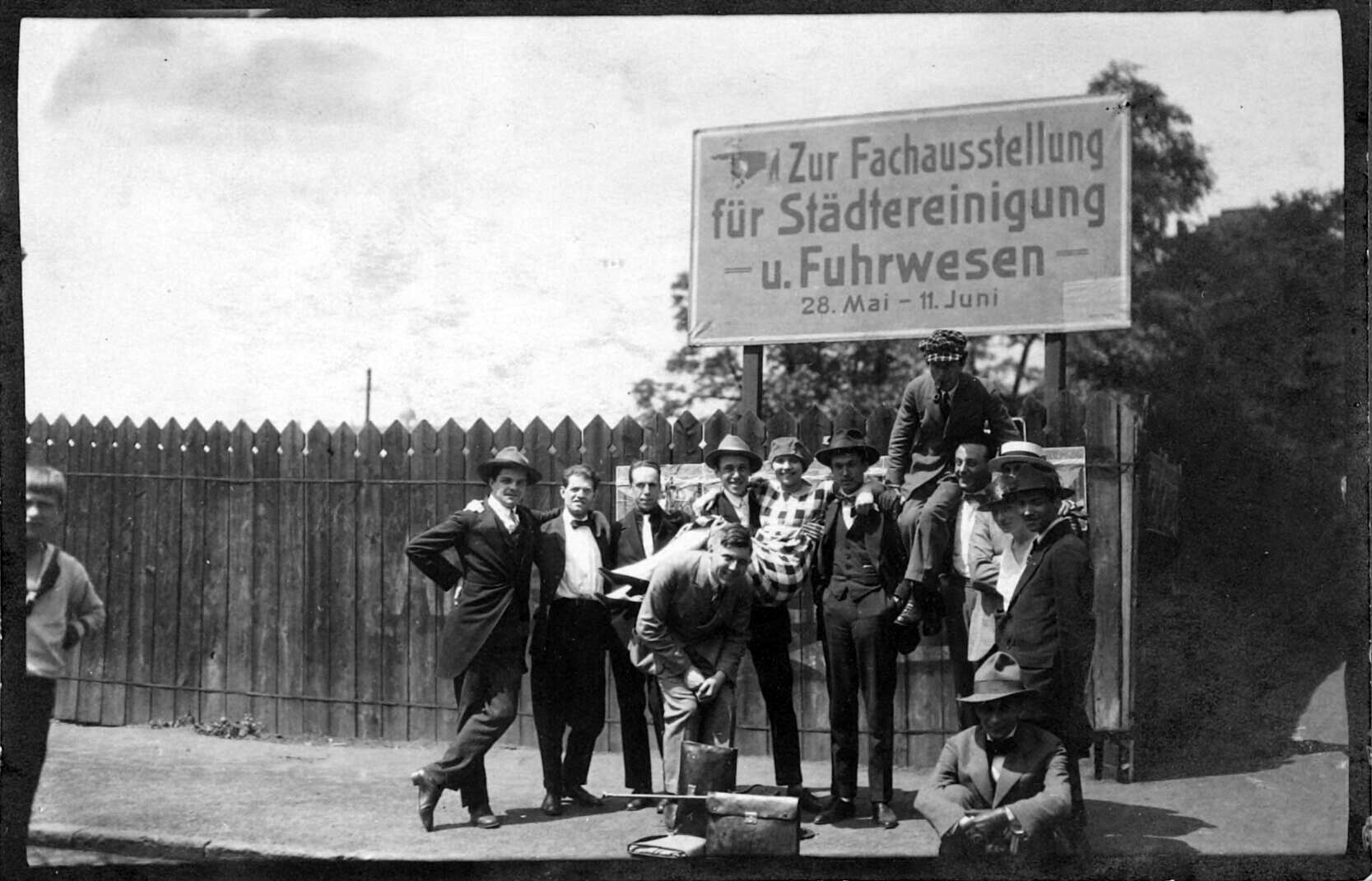
Hans Richter auf einem Gruppenfoto zum Ersten Internationalen Kongress fortschrittlicher Künstler in Düsseldorf, 29. bis 31. Mai 1922. Von links nach rechts: unbekannter Junge, Werner Graeff, Raoul Hausmann, Theo van Doesburg, Cornelis van Eesteren, Hans Richter, Nelly van Doesburg, unbekannt (De Pistoris?), El Lissitzky, Ruggero Vasari, Otto Freundlich (?), Hannah Höch, Franz Seiwert und Stanisław Kubicki.

### Jugend
Hans Richter, Sohn des Legationsrates Moritz Richter und der Ida Gabriela Rothschild, begann bereits im Alter von 14 Jahren mit ersten grafischen Arbeiten. Schon als Kind wollte er Maler werden. Sein Vater verbot ihm zunächst das Studium der Malerei und überredete ihn, stattdessen Architektur zu studieren. Als Voraussetzung dafür absolvierte er eine zweijährige Zimmermanns- und Tischlerlehre im väterlichen Betrieb in Berlin. Nach Abschluss der Lehre 1908 ermöglichte ihm sein Vater die Aufnahme an der Hochschule für Bildende Künste in Berlin, wo er ein Jahr blieb. Danach wechselte er an die Kunstakademie in Weimar. Zunächst zeichnete er vor allem seine Familie und Freunde und fertigte Kopien alter Meister an. In der Kunst des Kopierens entwickelte er solche Fähigkeiten, dass 1913 eine Bielefelder Galerie seine Kopien von Wilhelm Leibl, Franz von Lenbach und anderen in einer Ausstellung zeigte.

### Neuorientierung seiner Kunst
Doch noch vor Ausbruch des Ersten Weltkriegs durchbrach Richter die Schranken des Traditionalismus und schloss sich 1913 der Avantgarde um Herwarth Walden, dem Herausgeber der expressionistischen Zeitschrift Der Sturm in Berlin, an. Durch Walden trifft Richter die Mitglieder der Brücke und des Blauen Reiter sowie die Futuristen. Marinettis Futuristisches Manifest verteilt er an Droschkenkutscher am Potsdamer Platz.
Über die 360 Gemälde, die 1913 im Herbstsalon der Sturm-Galerie ausgestellt werden, schreibt er: „Ich ging voller Erwartung hin. Da sah ich dann zum ersten Mal, worum es bei der modernen Kunst überhaupt geht. Vielleicht war ich durch Die Badenden von Cézanne darauf vorbereitet, aber das geschah mehr im Unterbewusstsein. Beim Herbstsalon sah ich moderne Kunst in ihrer ganzen Pracht: sowohl Picasso, Braque als auch die Futuristen und andere.“ Und: „Was mich am Kubismus beeinflußte, war nicht nur die neue Ausdrucksform, sondern der Mut und die Kühnheit, diesen Schritt zu wagen: Sie (die Kubisten) sprangen von der Welt der natürlichen Objekte in die Zerlegung der Objekte; also sprang ich auch. Ich entwickelte meine eigene Art von Kubismus. Die Struktur des Kubismus, der Kubismus als konstruktives Prinzip, schien mir bei weitem der bedeutendste Schritt in der Malerei in unserem Jahrhundert zu sein.“
Hans Richter stieß 1914 zum Kreis um Franz Pfemfert. Für die Zeitschrift Die Aktion porträtierte er Schriftsteller und Dichter, deren Beiträge in der Zeitschrift erschienen. Deren sozialistische Neigungen und Anti-Kriegsgedanken entsprachen Richters anarchistischen Neigungen: „Der aufgeschlossene Verleger und Herausgeber der Aktion, der Schrift der neuen deutschen Literaturgeneration zwischen 1912 und 1920, war aktiv gegen den Kaiser und gegen den Krieg eingestellt und ein Beschützer und Bewunderer der jungen Dichter und Künstlergeneration. Pfemfert hatte einen unbeirrbaren Sinn für Qualität und eine unbestechliche Intelligenz. Für all diejenigen von uns, die nach einem neuen Maß suchten, einem neuen Menschenbild, war er der Schutzheilige. In seinem ständig überfüllten kleinen Büro begegnete man Liebknecht und Rosa Luxemburg, Carl Einstein, Däubler...“ und anderen.

### Im Ersten Weltkrieg
Am 15. September 1914, kurz nach Ausbruch des Ersten Weltkriegs, wird Richter als Soldat eingezogen. Seine Freunde, die Dichter Ferdinand Hardekopf und Albert Ehrenstein, geben ihm zu Ehren ein Abschiedsfest. „Um mir Hoffnung und Trost zu spenden, schlugen sie vor, daß, wenn wir nach zwei Jahren noch am Leben seien, wir uns um drei Uhr nachmittags, am 15. September, im Café de la Terrasse in Zürich treffen sollten“. Wenige Monate später wird er in Vilnius/Litauen schwer verwundet. Teilweise gelähmt wird er in ein Krankenhaus in Tilsit gebracht und später in das Lazarett Hoppegarten bei Berlin verlegt. Dort lernt er seine spätere Frau, eine Krankenschwester, kennen.

### DADA in Zürich
Auf Empfehlung seiner Ärzte begibt sich Richter 1916 wegen seiner Kriegsverletzung in die Behandlung eines Spezialisten in Zürich. Dort kam er in Kontakt mit der Dada-Bewegung. Bereits im Februar 1916 hatten sich die Dadaisten zu einer Gruppe zusammengeschlossen. Ihre Mitglieder waren Hugo Ball, Emmy Hennings, Hans Arp, Richard Huelsenbeck, die Gebrüder Janco und Tristan Tzara. Am 15. September 1916 wurde er von Ferdinand Hardekopf und Albert Ehrenstein im Café de la Terrasse in Zürich Tristan Tzara, Marcel Janco und dessen Bruder Georges vorgestellt. Danach wird er als Mitglied der Gruppe betrachtet und entwirft im Januar 1917 ein Plakat zur ersten Dada-Ausstellung in der Galerie Corray in der Bahnhofstraße. Seine Bilder werden zusammen mit Werken von Otto Van Rees, Janco, Johann Wilhelm von Tscharner, Oscar Lüthy und Walter Helbig sowie Beispielen afrikanischer Skulptur ausgestellt. Wenig später übernahmen die Dadaisten die Galerie von Han Coray und führten sie als Galerie DADA weiter. 1917 beteiligt sich Hans Richter an der dritten Ausstellung in der Galerie Dada (vom 2. bis 29. Mai). Ausgestellt werden Arbeiten von 20 Künstlern, darunter Hans Arp, Marcel Janco, Arthur Segal, Hilla von Rebay, Paul Klee, August Macke, Amedeo Modigliani, Marcel Slodki und einige Zeichnungen von Kindern (u. a. von Annemarie Hennings).
Am 9. April 1919 findet die achte Dada-Soirée, die letzte Dada-Veranstaltung in Zürich, im Saal zur Kaufleuten vor einem Publikum von über tausend Menschen statt. Hans Richter doziert über Hans Arps Dichtkunst und liest aus seinem Manifest Gegen ohne für Dada. Tristan Tzara empfindet die Rede als »maliziös und elegant, Dada, Dada, Dada«. Für diese letzte Dada-Veranstaltung in Zürich malen Hans Richter und Hans Arp Bühnenbilder für Tänze, die von Rudolf-von-Laban-Schülern nach einer Choreographie von Sophie Taeuber aufgeführt werden. »Auf endlos langen Papierstreifen, ca. 2 m hoch, begann Arp von einer Seite und ich von der anderen mit schwarzer Farbe Abstraktionen hinzumalen. Arps Formen sahen wie riesige Gurken aus. Ich folgte seinem Modell, und wir malten schließlich kilometerlange Gurkenplantagen, wie ich sie nannte, bis wir uns in der Mitte trafen. Dann wurde das Ganze auf Holzstücke genagelt und bis zur Vorführung aufgerollt.« Tristan Tzara geht im Dezember nach Paris und beendet damit die Dada-Aktivitäten in Zürich.

### Avantgardefilm

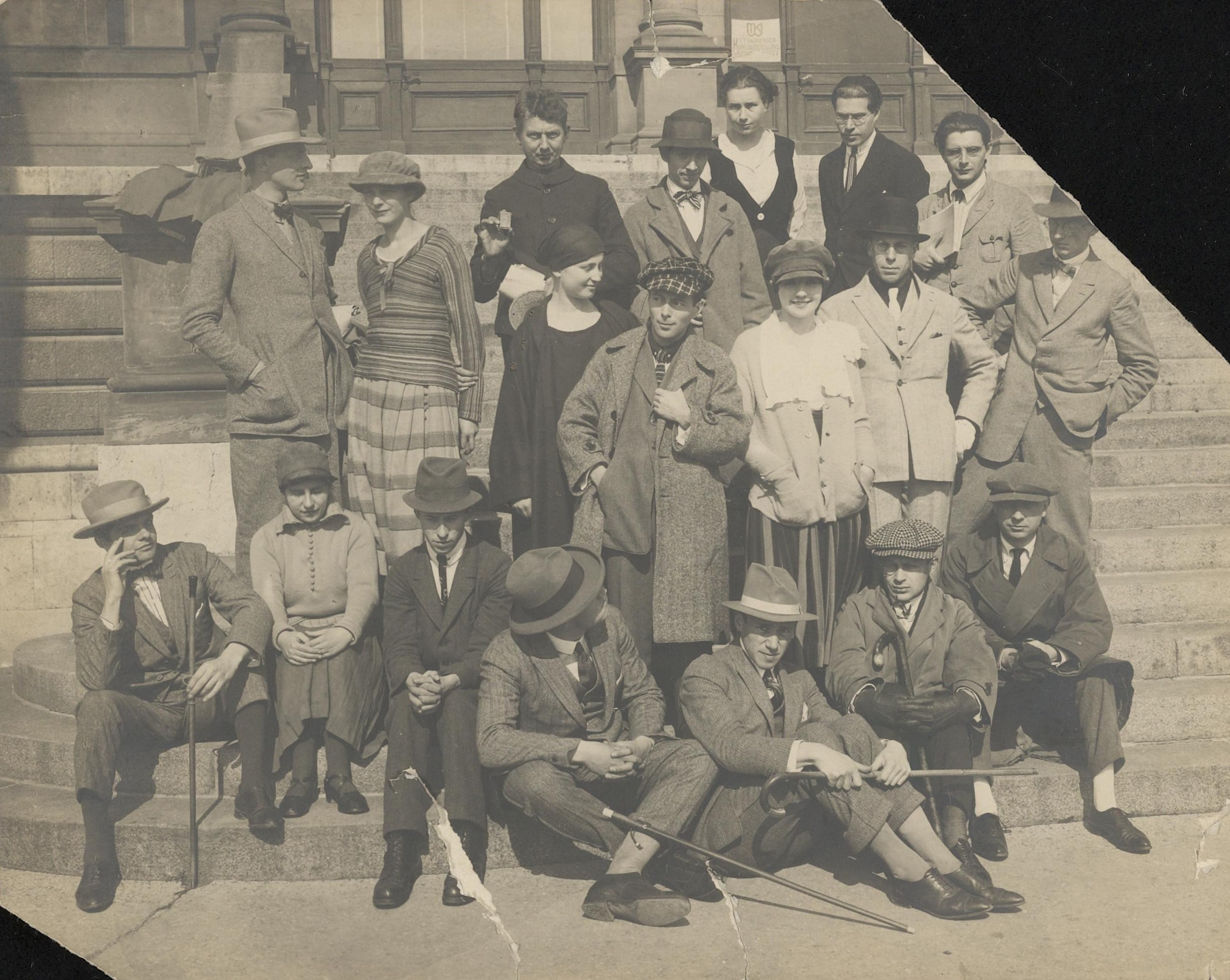
Internationaler Kongress der Konstruktivisten und Dadaisten in Weimar. (Von links nach rechts) - Obere Reihe: Max und Lotte Burchartz, Peter Röhl, NN. Vogel, Lucia und László Moholy-Nagy, Alfred Kemeny. Zweite Reihe: Alexa Röhl, El Lissitzky, Nelly und Theo van Doesburg, NN. Sturtzkopf. Untere Reihe: Werner Graeff, Nini Smit (=Sophie Taeuber), Harry Scheibe, Cornelis van Eesteren, Hans Richter, Tristan Tzara, Hans Arp.

Nach seiner Rückkehr aus Zürich (1919) beginnt Richters Zusammenarbeit mit dem acht Jahre älteren Viking Eggeling. Auf der Suche nach einem tieferen Verständnis ihrer unabhängig voneinander gemachten Entdeckungen zum Prinzip der Polarität intensivieren sie im Herbst ihre Experimente, nun in gemeinsamer Arbeit. In Klein-Kölzig (in Richters Elternhaus) experimentierten die beiden Freunde mit geometrischen Kompositionen. Eggeling reduziert seine Formen mit wenigen Strichen und Linien auf einfache, elementare Einheiten, während Richter mit dem Zusammenspiel von Flächen und Ebenen arbeitet. Damit leiten sie den Übergang von Dada zum Konstruktivismus ein. Eggeling und Richter verfassen 1920 die Proklamation »Universelle Sprache«. Sie halten die abstrakte Form, die Auflösung des Gegenständlichen, für die einzige allgemein verständliche Sprache, mit der die Kunst ihre gesellschaftliche Aufgabe zurückgewinnen könne. Die achtseitige Proklamation, in dem sie ihre Theorien darlegen, verschicken sie an einflussreiche Persönlichkeiten und bitten diese um Unterstützung bei der UFA, die ihnen ein Trickfilmstudio und einen Techniker für ihre Filmexperimente zur Verfügung stellt. Doch das Ergebnis ist völlig unbefriedigend. Für einen Trickfilm von 10 m Länge und einer Dauer von nur 60 Sekunden werden 10 Tage benötigt. Trotz dieser Enttäuschung setzen sie ihre Filmexperimente fort.
Ab 1922 kam Richter erneut nach Berlin. In dieser Zeit schloss er sich der Gruppe De Stijl sowie den Konstruktivisten an. Kurze Zeit später (1923–1926) gab er mit Werner Graeff und Mies van der Rohe die Zeitschrift G heraus. In der Folgezeit entstanden einige innovative Filme. 1926 verwendete Richter in Filmstudie erstmals Bestandteile aus der gegenständlichen Welt, die er jedoch durch geschickte Montage zu abstrakten Stilelementen umfunktionierte. 1928 beauftragte die
Gesellschaft für Neue Musik Hans Richter, einen Film für das Musikfestival Deutsche Kammermusik Baden-Baden zu drehen. In Vormittagsspuk, der in Zusammenarbeit mit Werner Graeff entsteht, lässt er sich von Dada inspirieren, indem er den Aufstand von Gegenständen, Hüten, Revolvern und Schläuchen gegen den Alltag zeigt und damit die Loslösung des Gegenstandes von seinem Besitzer symbolisiert. Bei der Aufführung von Vormittagsspuk spielt ein Orchester synchron dazu eine eigens von Paul Hindemith komponierte Musik.
In Alles dreht sich, alles bewegt sich! (1929) verwendet Richter eine Tonmontage, in der Musik, Sprache und Geräusche in ein rhythmisches Schema eingebunden sind. Die Uraufführung findet in Baden-Baden statt,  und SA-Männer, die den Film sehen und seine moderne Intention missbilligen, erklären Richter zum „Kulturbolschewisten“. Als der Film 1936 an der Lessing-Hochschule den ersten Preis für künstlerische Gestaltung gewinnt, wird Richters Name verschwiegen.
Im selben Jahr wird Hans Richter zum Leiter der Internationalen Film- und Fotoausstellung des Deutschen Werkbundes in Stuttgart (18. Mai bis 7. Juli) berufen. Er lädt die avantgardistischen Filmemacher aus Ost und West zur Teilnahme ein. Die russische Avantgarde ist stark vertreten. Für diese Ausstellung schreibt Richter sein erstes Buch Filmgegner von heute, Filmfreunde von morgen. Der russische Einfluss und die Tendenz zum sozialen Film in Form des expressionistischen Dokumentarfilms gewinnen gegenüber dem poetischen Film an Bedeutung.
Im September 1929 wurden Hans Richter und andere Filmschaffende aus elf Ländern, darunter Sergej M. Eisenstein, in das Schweizer Schloss La Sarraz eingeladen. Gemeinsam mit Eisenstein und dem Regisseur Ivor Montagu drehten sie mit den Kongressteilnehmern einen kurzen allegorischen Film über den siegreichen Kampf des Avantgardefilms gegen den Kommerzfilm mit dem Titel Die Erstürmung von La Sarraz/Tempête sur La Sarraz. Diese Kuriosität ist leider seit der Aufführung in Tokio 1930 verschollen (wo der Film als Kokusai Dokuritsu Eiga Kaigi gezeigt wurde), aber es gibt zahlreiche Fotos von den Dreharbeiten.
Nach dem kurzen filmischen Intermezzo mit dem Surrealismus kehrt Richter 1930 zu den konstruktiven Prinzipien zurück. In der antisurrealistischen Zeitschrift Cercle et Carré schreibt er den Artikel L'Objet en Mouvement. Zu dieser Zeit arbeitet Richter als Redakteur für Kunst, Film und Musik bei der Täglichen Rundschau in Berlin, hält Vorlesungen über Film am Bauhaus in Dessau und dreht Werbefilme in Holland und der Schweiz. Ein Jahr nach ihrem ersten Filmkongress treffen sich die Mitglieder des Unabhängigen Films erneut, diesmal in Brüssel. Richter leitet die deutsche Delegation. Beherrschendes Thema ist der Film als politische Waffe gegen die ersten Anzeichen der Hitler-Herrschaft. Richter gründet einen weiteren Filmclub, der unter dem Namen Deutsche FilmLiga bekannt wird und sich für umstrittene und offiziell zensierte Filme einsetzt.

### Exil in der Schweiz
1933 arbeitet Richter als Regisseur in Moskau an der deutsch-russischen Filmproduktion Metall für die Prometheus-Film in Berlin und Meshrabpom in Moskau. Das Thema ist der Metallarbeiter-Streik in Hennigsdorf bei Oranienburg (im Oktober 1930). Im Juni 1933 siedelt Richter nach Moskau über und kehrt angesichts der sich dramatisch zuspitzenden politischen Lage nicht mehr nach Deutschland zurück. Das Drehbuch zu Metall von Richter und Pera Attaschewa wird aufgrund der sich ständig ändernden politischen Lage siebenmal umgeschrieben. Während der Dreharbeiten, im letzten Drittel des Films, wird das Projekt abgebrochen, da die sowjetische Regierung das nationalsozialistische Deutschland nicht provozieren will. Eine Woche nach dem Reichstagsbrand wird Richters Wohnung durchsucht und ein Großteil seiner Kunstsammlung beschlagnahmt und vernichtet. Aus Angst um seine persönliche Sicherheit flieht Richter aus Russland. Auf Umwegen gelangt er völlig mittellos nach Holland. Hier wird die Firma Philips auf ihn aufmerksam und erteilt ihm eine Reihe von Filmaufträgen.
Richter wohnt ab 1934 häufig bei seinen Verwandten in La Carabietta in der Schweiz, um an Filmprojekten zu arbeiten. 1936 hält sich Richter in Meudon/Frankreich auf, wo Hans Arp mit seiner Frau Sophie Taeuber und Nelly van Doesburg lebt. Noch immer ohne Pass und als Deutscher auf der Flucht, bemüht sich Richter um einen dauerhaften Aufenthalt in Frankreich oder der Schweiz. 1937 nimmt er eine Stelle als Leiter der Filmproduktion bei der Central-Film in Zürich an und beteiligt sich an der bedeutenden Konstruktivisten-Ausstellung in Basel.
1937 wurden in der Nazi-Aktion „Entartete Kunst“ aus dem Provinzial-Museum Hannover sein Tempera-Bild „Farbenanordnung“ (47,5 × 60 cm, 1923) und aus dem Museum Folkwang Essen sein Farbholzschnitt „Tänzerin“ beschlagnahmt und zerstört.
Richter schreibt den Artikel Von der statischen zur dynamischen Form, einen Beitrag für die zweite Nummer von Sophie Taeuber-Arps Zeitschrift Plastique, die in Meudon erscheint. Im Mai emigriert Hans Richters Bruder Albert in die Vereinigten Staaten. 1939 emigrieren seine Schwester Dora und sein Schwager Udo Rukser nach Santiago de Chile. Udo Rukser wird später bekannt als Herausgeber der wichtigsten Exilzeitschrift Das freie Wort. Richter stellt das 1934 begonnene Manuskript zu seinem zweiten Buch Der Kampf um den Film fertig, das erst 40 Jahre später veröffentlicht wird. Nach Abschluss des Buches zieht Richter nach Basel, um dort bei Frobenius-Film die Filmproduktion zu leiten. Diese Stellung nimmt er erst an, nachdem die Firma ihm versprochen hat, seinen Münchhausen Film zu produzieren. Handlung des Films ist die Geschichte eines Lügners, dessen Lügen, allerdings unterschwellig, die aktuellen Geschehnisse in der Welt widerspiegeln. Richter betrachtet den Film als »Schirm«, hinter dem man »Dinge sagen kann, die man anders nicht hätte sagen können«. Jean Renoir empfiehlt den Film seiner Filmgesellschaft für den Verleih. In Paris wird ein Drei-Millionen-Vertrag unterzeichnet und mit der Rollenverteilung begonnen. Der Krieg lässt das Projekt unvollendet.

### Emigration in die USA
Die Fremdenpolizei in Basel übt Druck auf Hans Richter aus, das Land zu verlassen. Mit Hilfe der Organisation HIAS und mit besonderer Unterstützung von Hilla von Rebay, der Direktorin des Guggenheim-Museums in New York, die Richter eine Serie von Vorträgen ermöglicht, verlässt Richter Europa am 5. April 1941 von Lissabon aus und gelangt mit dem Schiff nach 10 Tagen in die Vereinigten Staaten. Dort angekommen, gelang es ihm im Jahre 1942 eine Lehrtätigkeit am City College of New York zu bekommen, er übernahm die Leitung des Filminstitutes bis 1956. Richter lernt seine spätere Frau Frida Ruppel kennen. Nach einer Pause von 15 Jahren beginnt Richter wieder zu malen.
Ab 1943 setzt sich Richter mit den Ereignissen in Stalingrad auseinander. Er stellt eine Collage aus gesammelten Zeitungsausschnitten zusammen und montiert sie in chronologischer Reihenfolge auf eine sechs Meter lange horizontale Rolle. Zwischen die Zeitungsartikel malt er geometrische Formen, die die Kriegsmaschinerie symbolisieren, und daneben frei fließende Formen, die die Menschen symbolisieren. Es folgen die Rollen Invasion sowie Befreiung von Paris. Noch 1944 begann er mit den Vorbereitungen zu seinem vielleicht berühmtesten Werk, Dreams That Money Can Buy, der Film wurde 1947 vollendet. Bei diesem Meisterwerk wirkten unter anderem Marcel Duchamp, Max Ernst, Fernand Léger, Alexander Calder und Man Ray mit. Richters erste Einzelausstellung in den USA wird am 26. Oktober 1946 in der extravaganten Galerie von Peggy Guggenheim in New York eröffnet. Die erste Einzelausstellung Richters in Europa seit 30 Jahren findet am 10. Februar 1950 in der Pariser Galerie des Deux Lles statt. Hans Richter heiratet Frida Ruppel 1951. Richard Huelsenbeck ist Trauzeuge. Richter wird amerikanischer Staatsbürger.
Elf Jahre nach seiner Emigration unternimmt Richter 1952 eine Vortragsreise durch Europa. Bei dieser Gelegenheit erhielt er von der Schauspielerin Margaret Melzer einen Teil seiner Kunstsammlung zurück, die er vor seiner Abreise nach Russland 1931 bei seiner Schwester Dora deponiert hatte. Diese hatte die Kunstsammlung vor ihrer Emigration nach Chile Margaret Melzer zur Aufbewahrung anvertraut.
Ein weiterer bekannter Film entstand 1956 (veröffentlicht 1957) in Zusammenarbeit mit Marcel Duchamp und Jean Cocteau. In 8x8 - A Chess Sonata in 8 Movements verarbeitete Richter filmisch acht Schachpartien, wieder stand ihm eine prominente Besetzung zur Seite: der auch als Schachspieler sehr erfolgreiche Künstler Marcel Duchamp (in der Rolle als weißer König), Hans Arp, Alexander Calder, Jean Cocteau, Max Ernst, Richard Huelsenbeck, J. Levi, J. Matisse, Dorothea Tanning und Yves Tanguy. Auf einem riesigen Schachbrett, das die Künstler mit weißem Mehl auf Richters Grundstück in Connecticut „gemalt“ haben, werden Gedanken und Phantasien der Mitwirkenden dargestellt.
Am 1. November 1956 beendet Richter seine Tätigkeit am City College of New York. Dadascope (Teil I und II) entsteht. Es ist Richters letzter Film, eine Filmcollage aus Dada-Gedichten, die zwischen 1916 und 1924 von Arp, Hausmann, Duchamp, Man Ray, Doesburg, Tzara, Huelsenbeck, Schwitters u. a. geschrieben wurden. Zu den beteiligten Künstlern gehören u. a. Richter, Janco, Ray, Ribemont-Dessaignes, Mehring, Arp, Duchamp, Hausmann, Tzara und Soupault.

### Rückkehr nach Europa
Die Richters ziehen 1958 nach Ascona, wo sie die nächsten zehn Jahre überwintern. In Ascona findet Richter die Kameradschaft alter Freunde wieder. Hans Arp wohnt nur wenige Kilometer entfernt in Solduno, Karl Otten in Minusio. Auch Fritz Glarner, Ben Nicholson und Julius Bissier sind in der Nähe. Richter teilt sich mit anderen Künstlern ein Atelier in Locarno, das Hans Arp als „Künstler-Kibbuz“ bezeichnet. Ende der fünfziger Jahre beschäftigt sich Richter mit dem Motiv der Geste in der vertikalen Rollenmalerei, die an die strukturellen Rollenbilder von 1923 anknüpft. Als seine Motive immer formaler werden, erkennt Richter die Notwendigkeit, die strenge Struktur aufzulockern und der Spontaneität Raum zu geben. Es entwickeln sich frei fließende vertikale Rollen, die zu einer „Polarität ohne Form“  führen, die Richter als „freie Disziplin, disziplinierte Freiheit“ bezeichnet. Zu seinem 70. Geburtstag am 6. April wird Richter mit einer Retrospektive in der Corcoran Gallery in Washington, D.C. geehrt. Im Herbst widmet ihm die Akademie der Künste in Berlin die Ausstellung Ein Leben in Bild und Film, die anschließend im Kunstgewerbemuseum in Zürich und in der Städtischen Galerie im Lenbachhaus in München gezeigt wird. Von 1960 bis 1969 nimmt er an mindestens 66 Ausstellungen in Europa, Asien und Amerika teil. Er schreibt fünf Bücher und überarbeitet ein sechstes, das er 1929 geschrieben hatte. Alle sechs Bücher werden in dieser Zeit veröffentlicht. Außerdem veröffentlicht er Gedichte in englischer, deutscher und italienischer Sprache. Er arbeitete sieben Stunden am Tag in seinem Atelier und experimentierte ständig mit neuen Materialien, wobei er eine Vorliebe für rohes Holz, Karton und Metall entwickelte. Seine kunsthistorisch bedeutsamen Erinnerungen an die Dada-Zeit formulierte Richter 1964 in Dada-Kunst und Antikunst: Der Beitrag Dadas zur Kunst des 20. Jahrhunderts. Um in der Nähe des Studios in Locarno zu sein, beziehen die Richters 1965 eine Wohnung in Locarno.
Im Januar 1968 findet eine große retrospektive Ausstellung in der Byron Gallery und der Finch College Gallery in New York statt. Richter nimmt die Analyse seiner „Pro und Contra“-Serie wieder auf. Er teilt das Quadrat durch eine gekrümmte Linie und ein weiteres Quadrat durch zwei gerade Linien. Diese einfache Teilung (die mathematische Formel 416) ermöglicht unendlich viele Kombinationen, die er durch wiederholte Neuanordnung auf Spannung und Kontinuität untersucht.
1969 arbeitet Richter an einer neuen Gemäldeserie: Die „Dymos“ (nach dem Wort »dynamisch«) entsprechen einer vereinfachten Version der früheren „Echo“- und „Pro und Contra“-Bilder. Die Spannung der Zwischenräume zwischen den Elementen, die sich über die gesamte Leinwand erstreckt, wird durch engere oder weitere Abstände, Farben oder Kontraste bestimmt. Zu den verwendeten Materialien gehören Autolack (-spray), Karton, Metall und Papier.
Die Akademie der Künste in Berlin ernennt Richter im Mai 1971 zum Mitglied.
Richter schreibt 1973 sein letztes Buch Begegnungen von Dada bis Heute. Es enthält Briefe, Dokumente und Erinnerungen von Künstlern, die mit ihm in denselben Kreisen verkehrten und die Richtung der Kunst in der Moderne bestimmten. Richters neue Serie „Vibras“ (nach dem Wort Vibration) ist die Summe all seiner malerischen Experimente. Die mit Autolack besprühten Collageteile sind vertikal angeordnet und in mehreren Schichten nach innen gezogen, wodurch Tiefe und formale Dynamik entstehen, die an futuristische Szenarien erinnern.
Gegen Ende der sechziger Jahre legte Richter die üblichen Malutensilien endgültig beiseite. Er arbeitete fast ausschließlich an sogenannten „Piccolo-Collagen“, die als Skizzen für große Reliefs dienten und für die er nur einen kleinen Notizblock und eine Schachtel mit ausgeschnittenen Formen benötigte, mit denen er leicht zu Hause, im Zug oder im Krankenhaus arbeiten konnte.
Von 1970 bis 1976 stellt er seine Werke in 28 Einzelausstellungen aus und nimmt an etwa 32 Gruppenausstellungen teil. Am Ende seines Lebens notiert Richter fragmentarisch:
„Wenn wir noch eine Zukunft haben, was ich bezweifle. Ja, warum arbeite ich dann noch? Mit 85 Jahren noch mehr Bilder, Collagen, Reliefs, Bücher. Um das zu beantworten, muß ich die Wissenschaft zu Hilfe rufen und die sogenannten Errungenschaften der Technik, die sie möglich machte. Wenn kein Lichtstrahl und sei er vor 3, 4, 5 Milliarden Lichtjahren gesandt von Objekten, die möglicherweise längst nicht mehr bestehen, je „verloren“ geht, sondern heute bei uns ankommt, wenn die Tonwellen aus dem Kosmos, die Röntgenstrahlen, die Radiowellen uns von Ewigkeit zu Ewigkeit erreichen, dann bleibt auch die geistige Intensität, die Schwingungen meiner elektrisch-dynamischen Energie, in meinen Werken, so klein sie auch sein mag, als Ausstrahlung bestehen. Die Maße, Gleichmaße, Harmonien, die dort angestrebt werden, müssen irgendwo, wie alles im Weltall, ihr Äquivalent, ihre Sympathie haben, d. h. als Kraft wirken. Wie, wohin, wozu? Das sollen die beantworten, die die Notwendigkeit unseres Daseins für den Kosmos beantworten können.“
Hans Richter stirbt am 1. Februar 1976 im Alter von 88 Jahren in der Clinica St. Agnese in Minusio/Schweiz.
Hans Richter war viermal verheiratet: 1916 mit Elisabeth (Lisa, Lies, Lieska) Steinert († 1923), 1921 mit Maria von Vanselow (geschieden 1922), 1927 mit Erna Niemeyer (Pseudonyme: Renate Green, Ré Soupault, René Mensch), 1951 mit Frida Ruppel (1910–78), deren beiden Kinder Hans Ruppel und Ursula Lawder den Nachlass erbten, verwaltet von Marion und Alfred von Hofacker.

## Auszeichnungen
- Sonderpreis „für den besten Originalbeitrag zum Fortschritt des Films“ für Dreams That Money Can Buy auf dem Internationalen Filmfestival in Venedig (1948)
- Kunstpreis der Stadt Berlin (1967)
- Großes Bundesverdienstkreuz (1969)
- Goldenes Filmband des internationalen Filmfestivals Berlin für langjähriges und hervorragendes Wirken im deutschen Film (1971)

## Werke
Werke Hans Richters befinden sich in folgenden Sammlungen: Museum Casa Anatta, Monte Verità, Ascona; Kunstmuseum Basel; Staatliche Museen Preußischer Kulturbesitz, Nationalgalerie Berlin; Musée d’art et d’histoire, Genf; Museo d'arte contemporanea, Castello Visconti, Locarno; Deutsches Literaturarchiv/Schiller-Nationalmuseum, Marbach a. N.; DFF - Deutsches Filminstitut & Filmmuseum, Frankfurt a. M.; The Solomon R. Guggenheim Museum, New York; The Museum of Modern Art, New York; Neuberger Museum, State University of New York at Purchase; Musée National d’Art Moderne Centre Georges Pompidou, Paris; Peggy Guggenheim Collection, Venedig; Hirshhorn Museum and Sculpture Garden, Smithsonian Institution, Washington D. C.; Yale University Art Gallery, New Haven/Conn.; Kunsthaus Zürich u. a.

### Auswahl
- Violoncello, 1914 Aargauer Kunsthaus
- Porträt von Lou Märten, 1915
- Orchester, 1915
- Selbstbildnis in Rot und Blau, um 1916 Kunsthaus Zürich
- Herbst, 1917 Kunsthaus Zürich
- Blauer Mann, 1917 Kunsthaus Zürich
- Präludium, 1919, New Haven (Connecticut), Yale University Art Gallery
- Fuge in Rot und Grün, 1923, Museum Moderner Kunst Stiftung Ludwig Wien
- Porträt von Dora Rukser, 1927
- Libération de Paris (Befreiung von Paris), 1944–1945, Musée National d’Art Moderne, Paris
- Pro Contra Variation (Nr. 89)
- Pro Contra Variation, 1973

### Filme
- 1921: Rhythmus 21[12]
- 1923: Rhythmus 23[13]
- 1926: Filmstudie[14]
- 1928: Vormittagsspuk[15]
- 1928: Inflation[16]
- 1928: Rennsymphonie[17]
- 1929: Sturm über La Sarraz (mit Sergei M. Eisenstein und Ivor Montagu, verschollen)
- 1929: Alles dreht sich, alles bewegt sich![18]
- 1931: Neues Wohnen
- 1947: Dreams That Money Can Buy
- 1957: 8x8: A Chess Sonata in 8 Movements. Regie Hans Richter und Marcel Duchamp[19]
- 1961: Dadascope[20]
- 1963: From the Circus to the Moon

## Ausstellungen (Auswahl)
- 1982: Hans Richter 1888–1976. Dadaist, Filmpionier, Maler, Theoretiker. Akademie der Künste, Berlin, 31. Januar – 7. März 1982; Kunsthaus Zürich, 15. April – 23. Mai 1982; Städtische Galerie im Lenbachhaus, München, 9. Juni – 1. August 1982 (Ausführliche biografische Notizen zu Hans Richter im Ausstellungskatalog)

- 2013/2014: Hans Richter - Encounters. Los Angeles County Museum of Art, 05.05. – 02.09.2013, Los Angeles, Kalifornien; Hans Richter - La Traversée du Siècle. Centre Pompidou, Metz, 29.09.2013 – 24.02.2014, Metz; Hans Richter - Begegnungen: Von Dada bis heute. Martin-Gropius-Bau, Berlin. 27.03.2014 – 30.06.2014

## Publikationen
- Hans Richter: Köpfe und Hinterköpfe. Mit fünfundachtzig Photos. Die Arche, Zürich 1967. (Autobiographische Skizzen)
- Hans Richter: Filmgegner von heute – Filmfreunde von morgen. Fischer-Taschenbuch-Verlag, Frankfurt am Main, 1981, ISBN 978-2-35983-027-9
- Hans Richter: Der Kampf um den Film. Für einen gesellschaftlich verantwortlichen Film. Herausgegeben von Jürgen Römhild. Hanser, München u. a. 1976, ISBN 3-446-12281-8 (1939 verfasst).
- Hans Richter: Begegnungen. Von Dada bis heute. Briefe, Dokumente, Erinnerungen. Köln 1973
- Hans Richter: Dada, Kunst und Antikunst. Der Beitrag Dadas zur Kunst des 20.Jh. Köln, DuMont Schauberg, 1973, ISBN 3-7701-0261-4

## Film
- 1973: „Ich lebe in der Gegenwart“. Versuch über Hans Richter. Buch und Regie Erwin Leiser
- 1976: Hans Richter. Saarländischer Rundfunk – Fernsehen. Buch und Regie Klaus Peter Dencker. 15 min.
- 2014: Hans Richter – Begegnungen: Von Dada bis heute. Ausstellung im Martin-Gropius-Bau, Berlin. Interview mit Gropiusbau-Direktor Gereon Sievernich und Impressionen der Ausstellung "Hans Richter -- Begegnungen: Von Dada bis heute" vom 27.03.2014 bis 30.06.2014 im Martin-Gropius-Bau, Berlin[22]